# Torneo WTA de San Petersburgo 2016
El St. Petersburg Ladies Trophy 2016 fue un evento de tenis WTA Premier en la rama femenina. Se disputó en San Petersburgo (Rusia), en la cancha dura bajo techo de Sibur Arena, entre el 8 de febrero y el 14 de febrero de 2016.

## Cabezas de serie

### Individual femenino
| Tenista                   | Ranking | N.º |
| Belinda Bencic            | 11      | 1   |
| Roberta Vinci             | 16      | 2   |
| Caroline Wozniacki        | 18      | 3   |
| Ana Ivanović              | 19      | 4   |
| Anastasiya Pavliuchenkova | 26      | 5   |
| Anna Schmiedlová          | 29      | 6   |
| Kristina Mladenovic       | 30      | 7   |
| Alizé Cornet              | 36      | 8   |

- Ranking del 1 de febrero de 2016.

### Dobles femeninos
| Tenista                                  | Ranking | Preclasificada |
| Martina Hingis Sania Mirza               | 3       | 1              |
| Timea Babos Katarina Srebotnik           | 26      | 2              |
| Anastasiya Pavliuchenkova Yelena Vesnina | 35      | 3              |
| Andrea Hlaváčková Lucie Hradecká         | 37      | 4              |

## Campeones

### Individuales femenino
Roberta Vinci  venció a  Belinda Bencic por 6-4, 6-3

### Dobles femenino
Martina Hingis /  Sania Mirza vencieron a  Vera Dushevina /  Barbora Krejčiková por 6-3, 6-1